# Butka
Butka (szlovákul: Budkovce) község Szlovákiában, a Kassai kerület Nagymihályi járásában.

## Fekvése
Nagymihálytól 14 km-re délre, a Dusa-patak partján fekszik.

## Története

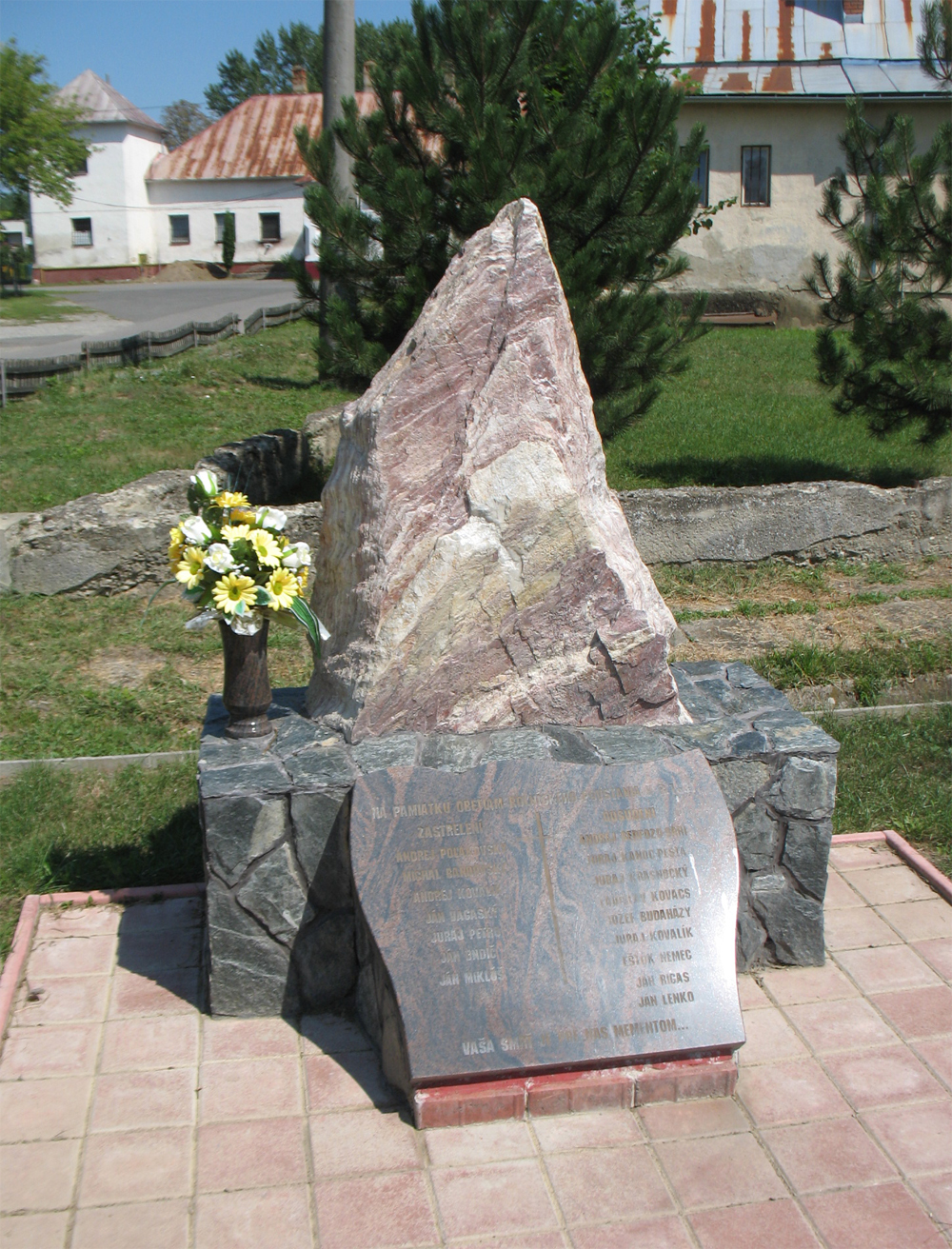
Az 1831-es felkelés emlékműve, hátterében a kastély

A régészeti leletek tanúsága szerint a község területén már a kőkorszak óta élhettek emberek. A kastély alatt és közvetlen közelében Árpád-kori objektumok kerültek elő.
A falut 1220-ban említi először írásos dokumentum, a Gutkeled nemzetség birtokaként. Tőlük származott a Buttkay család – a község ősi birtokosa –, akik a 17. századig – a család kihaltáig – voltak a falu birtokosai. A Butka határában levő Kamonyapuszta (1234: „Camana”) a középkorban szintén önálló falu volt. 1343-ban a leleszi konvent előtt Butkai Miklós fia Miklós nevében ennek szolgája, János fia György eltiltja Butkai Miklós fivérét, Pál mestert a Szatmár megyei Vosyani birtokrészeik eladásától. 1438-ban a leleszi konvent tanúsítja, hogy Butkai István fia Ferenc nem jelent meg előtte, hogy Zsigmond király személyes jelenlétének ítélete szerint 50-ed magával letegye az esküt Butkai Márton fia András fejére amellett, hogy az utóbbi jobbágyaival együtt Nagypénteken Ferencet a Butkán lévő házában félholtra verte. 1445-ben az országnagyok meghagyják a leleszi konventnek, hogy figyelmeztesse Deregnyői Bessenyő Jánost és Lászlót, valamint Rákóczi István feleségét Annát, hogy a Zemplén megyei Butka birtokon levő Basathyn nevű szántókat és erdőket bocsássák vissza a Butkai, Márki és Ráskai családtagoknak, majd a konvent megidézte az említett személyeket. 1450-ben az egri káptalan előtt Butkai Sándor és fia György a maga és az oklevélben felsorolt Butkaiak: Ráskai Vid fia László, Málcai János fia László, Márki Gellért, Thathari András fia Bereck és társaik nevében eltiltják Butkai Márton fia András osztályos atyafiat lányai, Borbála és Zsófia fiúsításától. Ezen kívül úgyszintén megtiltják, hogy a Zemplén megyei Butka, Dobróka, Falkus, Szelepka, Kamonya, a Szatmár megyei Berwe, Wassan, Ilk, Botho, a Szabolcs megyei Gáva és Hwgyay, valamint a Zala megyei Csatár és Bothfalwa birtokokba fiú utód híján lányait tegye örökösévé. 1453-ban Pálóczi László országbíró meghagyja a leleszi konventnek, hogy Butkai András kérésére figyelmeztesse osztályos atyafiait a Butka birtokon, a Laborc folyón Butkai András által megépített malomban egy kerék beállítására és a Dusa folyón a Butkai András által megépített malom mellé – a három malomhely egyikén – legalább 1 malom újjáépítésére. Ezek elvégzése esetén András kész a malmok hasznát velük egyenlőképp megosztani. Ezen felújítások meg is történtek és Butkai András további építkezésekre ösztönözte rokonait, pereskedésre valószínűleg nem került sor. 1454-ben Zemplén megye előtt Butkai István fia Ferenc, Sándor fia Benedek és János fia László tiltakoztak az ellen, hogy Szeretvai Jakab fia Mayws és társai, a Zemplén megyei Butka birtokon, a Laborc folyón levő sziget felét a rajta levő erdőkkel együtt a Polipathakáig elfoglalták, majd az elfoglalt erdőkben a panaszosok Dobrókai és Szelepkai jobbágyait súlyosan megverték és kifosztották. A hatalmaskodók Szeretvai és Pályini jobbágyai kivágták az elfoglalt erdőt, mintegy 1000 arany forint kárt okozva. Az ügyben vizsgálat indult és a panaszosok (felperesek) visszakapták birtokaikat.
A 15. és 16. században Kenderessy János, Pesty Mihály és Wiczmándy Mátyás, majd pedig – a Buttkayiak kihalása után – a Munkácsi, Szirmay, Schmidegy, Lobkovitz és Péterffy családok a főbb birtokosok. Közülük a Buttkayak mellett a Wiczmándyak a legjelentősebbek.  A falu felső végén, egy mesterséges szigeten állott egykor Wiczmándy Mátyás 1617-ben emelt késő reneszánsz várkastélya. A falu délkeleti oldalán – szintén mesterséges szigeten – a Buttkayak várkastélya állott, melyet régi váruk helyett 1486-ban emeltek. 1771-ben 473 lakos élt a faluban.
A 18. század végén Vályi András így ír róla: „BUTKA. vagy Butyka. Magyar, és elegyes mező Város Zemplén Vármegyében, földes Ura Gróf Schmidek Uraság, a’ kinek kastéllyával díszesíttetik, lakosai katolikusok, fekszik Szalókkal által ellenében, folyó vize mellett, Pazditshoz közel. Jó határja az áradások alá vagyon vettetve, ’s azért földgye néhol soványos, egyéb termésbéli tulajdonságaira nézve megegyez Beretővel, kivévén, hogy ennek a’ község részére tíz emberre való kaszálló réttye van, első Osztálybéli.”
A lakosság száma a 19. században jelentősen emelkedett, 1840-ben már 1136 lakos élt itt.
Fényes Elek 1851-ben kiadott geográfiai szótárában így ír a faluról: „Butka, tót mezőváros, Zemplén vgyében, ut. p. Ujhelyhez 4 1/2 mfdnyire, Ungh vgyéhez közel: 1046 r., 160 g. kath., 4 evang., 72 zsidó lak. Kath. paroch. templom. Szép kastély és kert. Határja bő termékenységű, s szántófölde 1500 holdat foglal el.”
Borovszky Samu monográfiasorozatának Zemplén vármegyét tárgyaló része szerint: „Butka, Ung vármegye határán fekszik. Van 208 háza és 1267 lakosa, kiknek nagy része róm. kath. vallású. Saját postája van, távírója Deregnyő, vasúti állomása Bánócz. A pallosjoggal bíró Buttkayak ősi fészke, melyre már 1220-ban Butkay István bán kapott kir. adományt. Hajdan Butkán két várkastély volt, melyek egyike, Wiczmándy Mátyás - egykori zempléni h. főispánnak és Buttkay László vejének - tulajdona volt, a község felső végén, a Dunán túl, a Dunapatak és egy ásott árokkal körülvett szigeten. A másik a Buttkay Péteré (tárnokmester, Mátyás király kamarása). Ez a község délkeleti oldalán állott, a Dunán innen, szintén ásott árokkal körülvéve. A várak építésére Buttkay Péter és testvérei Mátyás királytól 1489-ik évben kaptak engedélyt. Az 1411-ik évben Buttkay Péter mester és Domokos, Zsigmond királytól uj adományt kaptak Buttkára és tartozékaira. Ugyanekkor a Ráskai és a Márki családok is kapnak itt részeket. 1460-ban Kenderesi Jánost, 1474-ben Pesti Bálintot, 1551-ben Soós Albertet és 1553-ban Wiczmándy Mátyást egy-egy rész birtokába iktatják, míg az 1598-iki összeírás a következő birtokosokat tünteti fel: Buttkay Péter, Rákóczy Ferencz, Wiczmándy Kristóf, Wiczmándy Miklós özvegye, Csicsery Ferencz és Ambrus, Ilosvay László, Keneti Benedek özvegye, Móré András és Lovász György. 1601-ben Munkácsy Jánost és Pogány Istvánt, 1614-ben Zoltay Katát, azután a Szirmayakat is egyes részeibe iktatják. 1774-ben Szirmay József, Székely Lajos, Wiczmándy Mátyás, László és József szerepelnek birtokosokként, utánuk és velük a gróf Schmiddegh család is, majd később a Péterffiak. Most herczeg Lobkovitz Rezsőnek, báró Ragályi-Balassa Ferencznének és Wiczmándy Ödönnek van itt nagyobb birtokuk s az elsőnek egy régi nemesi kuriája, melyet a Buttkayak 1617-ben építtettek. A gróf Szirmayak birtoklása idejében két saroktoronynyal bővítették ki az épületet, melyet az uradalommal együtt 1846-ban herczeg Lobkovitz Lajos vásárolt meg. Wiczmándy Ödön régi kuriájában a család levéltárát őrzi, melyben 1220-tól kezdődőleg találhatók oklevelek. Butka hajdan szabadalmas mezőváros volt. 1831-ben a kolera következtében a község lakosai fellázadtak. Van itt körjegyzői hivatal, hitel- s fogyasztási szövetkezet és gőzmalom, mely utóbbi a Wiczmándy Ödöné. A falu katholikus temploma 1612-ben épült. Ide tartoznak Vágás-puszta, Csernevicza-tanya és Kió-tanya. Ez utóbbi hajdan község volt, melyről más helyen lesz szó. Közelében fekszik Kamonya-puszta, mely hajdan szintén község volt s 1323-ban az Imreghiek birtoka, a mikor Imreghi Dénes fia elcseréli. E puszta a Kamonyay család fészke, mely család kihaltával a Buttkayakra s a Butkai Wiczmándyakra szállott, de a XV. században még a Ráskai, Márki, Alcsebi, Kenderessi családoknak, a XVI. században pedig a Lorántffy és a Bellaváry családoknak is volt benne részük. Később a gróf Schmiddegh és a gróf Szirmay családok lettek az urai.”
1920-ig Zemplén vármegye Nagymihályi járásához tartozott.

## Népessége
| Év:            | 1994. | 2004.   | 2014.   | 2024. |
| -------------- | ----- | ------- | ------- | ----- |
| Emberek száma: | 1552  | 1476    | 1505    | 1505  |
| Eltérés:       |       | -4,89 % | +1,96 % | +0 %  |

| Év:            | 2023. | 2024.   |
| -------------- | ----- | ------- |
| Emberek száma: | 1490  | 1505    |
| Eltérés:       |       | +1,00 % |

1880-ban 1127-en lakták, ebből 933 szlovák és 63 magyar anyanyelvű.
1890-ben 1156 lakosából 947 szlovák és 94 magyar anyanyelvű volt.
1900-ban 1268 lakosából 1045 szlovák és 184 magyar anyanyelvű.
1910-ben 1341-en lakták: 977 szlovák és 249 magyar anyanyelvű.
1921-ben 1329 lakosából 1075 csehszlovák és 19 magyar volt.
1930-ban 1463 lakosából 1292 csehszlovák és 37 magyar volt.
1991-ben 1499 lakosából 1474 szlovák és 12 magyar volt.
2001-ben 1513 lakosából 1458 szlovák és 9 magyar volt.
2011-ben 1504-en lakták, ebből 1396 szlovák és 13 magyar volt.
2021-ben 1498 lakosából 13 (+2) magyar, 11 cigány, (+2) ruszin, 1425 (+7) szlovák, 15 egyéb és 34 ismeretlen nemzetiségű volt.

## Nevezetességei
- A Szentháromság tiszteletére szentelt, római katolikus temploma eredetileg 14. századi kora gótikus stílusú, mai formáját az 1612. évi átépítéskor kapta.
- A Buttkay család kastélya a 17. században készült, a 18. században klasszicista stílusban építették át.